# Timoteo Solórzano Rojas
Timoteo Solórzano Rojas MSC (ur. 24 stycznia 1969 w Chucos) – peruwiański duchowny rzymskokatolicki, biskup Tarmy od 2022.

## Życiorys
Święcenia kapłańskie otrzymał 9 stycznia 2001 w zgromadzeniu Misjonarzy Najśw. Serca Jezusowego. Pracował przede wszystkim w zakonnych parafiach. W latach 2011–2018 był dyrektorem ds. formacji w zakonnym seminarium prowincjalnym w Limie.
6 listopada 2018 papież Franciszek mianował go biskup pomocniczym Trujillo ze stolicą tytularną Dumium. Sakry dzielił mu 5 stycznia 2019 arcybiskup Miguel Cabrejos.
18 czerwca 2022 został mianowany ordynariuszem diecezji Tarma. 